# Protapanteles taylori
Protapanteles taylori är en stekelart som först beskrevs av Wilkinson 1928.  Protapanteles taylori ingår i släktet Protapanteles och familjen bracksteklar. Inga underarter finns listade i Catalogue of Life.